# 저인산혈증
저인산혈증(低-血症, hypophosphatemia)은 혈중 인산염의 수준이 비정상적으로 낮은 전해질 이상이다.

## 증상
- 근기능 이상 및 약화
- 정신 상태 변화
- 백혈병 기능 이상
- 낮은 수준의 아데노신 삼인산(ATP)으로 인한 세포막 불안정
- 2,3-BPG 생성 감소로 인한 혈중 산소 친화도 증가
- 대형 치수

## 병인
- 급식 재개 증후군
- 호흡성 알칼리혈증
- 알코올 남용
- 흡수 불량

기타 희귀 병인은 다음을 포함한다:
- 림프종, 백혈병과 같은 특정 혈액암
- 유전적 병인
- 간부전
- 종양성 골연화증(Tumor-induced osteomalacia)

## 치료
인산 칼륨의 주사 방식이 표준화되어 있으며 영양실조 환자들과 알코올 중독자들에게 일상적으로 사용된다. 주사를 통한 치료가 불가능한 경우 구강 보충제 또한 유용하다.

## 같이 보기
- 고인산혈증